# Gare de Riudellots
La gare de Riudellots (en catalan : estació de Riudellots) est une gare ferroviaire espagnole appartenant à ADIF, qui est située sur le territoire de la commune de Riudellots de la Selva, dans la comarque de la Selva, dans la province de Gérone, en Catalogne. La gare est inscrite à l'Inventaire du patrimoine architectural de Catalogne.

## Situation ferroviaire
La gare de Riudellots est située au point kilométrique (PK) 19,801 de la ligne Barcelone - Gérone - Portbou dans sa section entre Maçanet-Massanes et Cerbère, entre les gares en service de Fornells de la Selva et de Caldes de Malavella. Son altitude est de 101,2 mètres.

## Histoire
La gare a été inaugurée le 3 mars 1862 avec la mise en service du tronçon Maçanet-Massanes - Gérone destiné à relier Barcelone à la frontière française. Les travaux ont été réalisés par les Caminos de Hierro de Barcelona a Gerona (qui deviendront la TBF) fondée en 1862. À l'origine, la gare possédait six voies, deux principales avec des quais latéraux, trois déviées vers le côté est et une voie reliée aux voies principales vers Barcelone. Deux des voies desservaient l'ancien bâtiment marchandises, un bâtiment qui est toujours conservé et était utilisé principalement pour le liège produit à Cassà de la Selva.
En 1889, TBF accepta de fusionner avec la puissante MZA. Cette fusion fut maintenue jusqu'en 1941, année de la nationalisation du chemin de fer en Espagne entraînant la disparition de toutes les sociétés privées existantes et la création de la RENFE.
Depuis le 31 décembre 2004, Renfe Operadora exploite la ligne, tandis qu’ADIF est propriétaire de toutes les installations ferroviaires.
L'actuel bâtiment voyageurs de la gare a été construit dans les années 1915-1920 par MZA.
Plus tard, la gare est devenue une halte.
Pendant un certain temps, le rez-de-chaussée a été repeint et transformé en maison de jeunes, mais plus tard, toutes les ouvertures ont été couvertes. Le bâtiment réservé aux passagers était fermé au public et en mauvais état. Il n'y avait pas de vente de billets, mais le 24 novembre 2008, ADIF a décidé d'investir 102 791,16 € pour rénover cette gare. Lors de cette rénovation, ADIF avait rénové l'extérieur de l'édifice voyageurs qui est fermé au public, construit un nouvel abri de quai sur le quai principal, restauré celui de l'autre quai, crée un point d'informations aux voyageurs et construit une rampe d'accès,,.
En 2016, 24 000 passagers (se répartissant en 11 000 montées et 13 000 descentes) ont transité dans la gare de Riudellots.

## Service des voyageurs

### Accueil
La gare est située à l'est du centre-ville de Riudellots, à proximité de la route C-25. La gare possède un point d'informations, elle dispose de deux voies principales (voies 1 et 2) avec deux quais latéraux, chacune ayant un abri-quai en béton. Les deux quais sont reliés par un passage sur les voies situé à l'extrémité des quais en direction de Barcelone.

### Desserte
La gare de Riudellots est desservie par les trains régionaux de la ligne R11 de Rodalies de Catalunya et les trains de la ligne RG1 de la Rodalia de Gérone.

### Intermodalité
La gare dispose d'un parking.

## Patrimoine ferroviaire

### Bâtiment principal

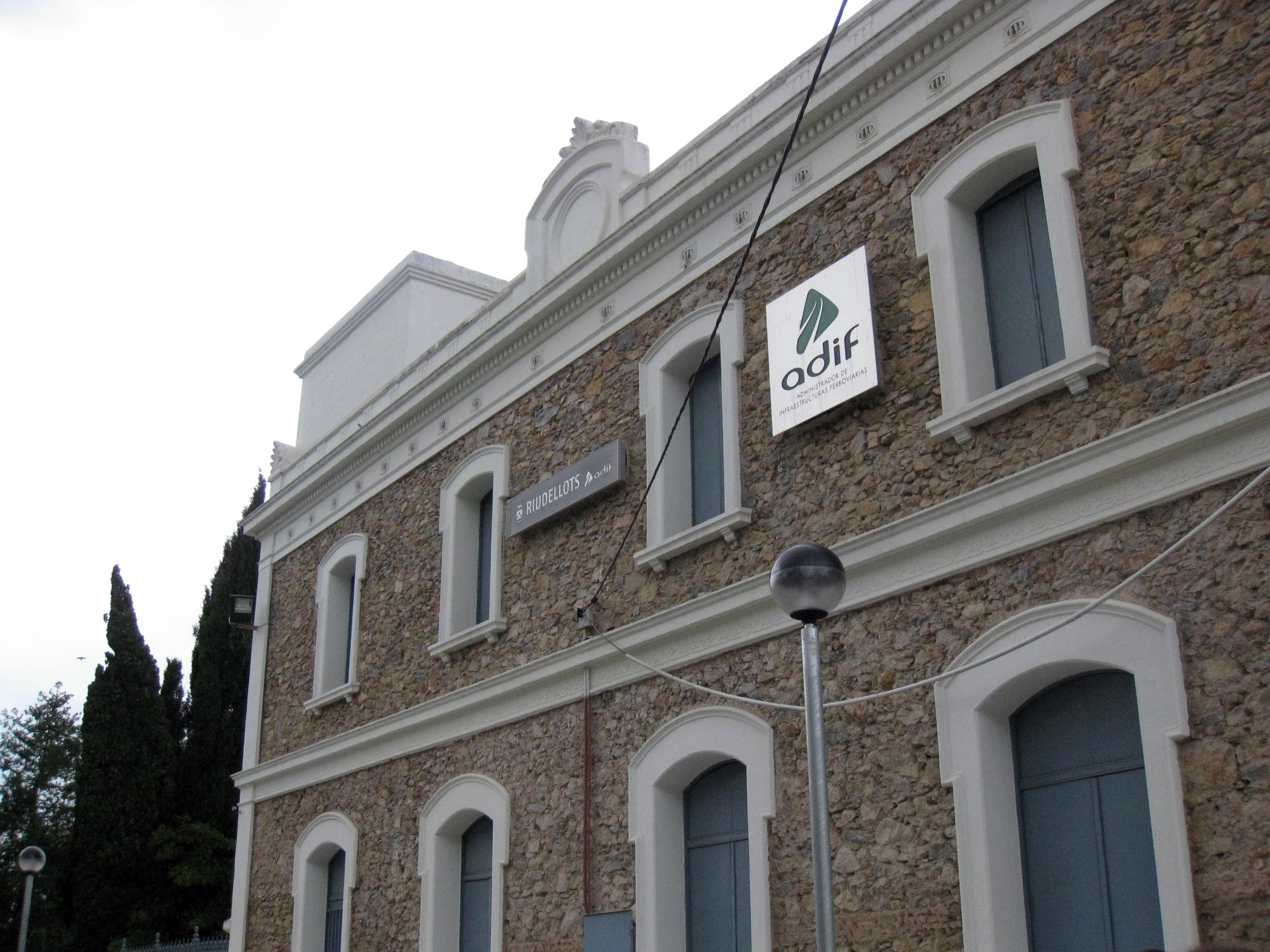
Le bâtiment voyageurs, vu de près.

Le bâtiment actuel suit le modèle habituel des gares situées sur le reste de la ligne, il est recouvert de pierres peints en rouge. Il s’agit d’un bâtiment rectangulaire de deux étages recouvert d’un toit. Il suit un schéma de composition régulière à quatre portes au premier étage, sur la façade du quai et dans la rue, ainsi que quatre fenêtres au premier étage du même style à arc réduit. La façade du côté droit a une porte centrale égale, au rez-de-chaussée, et une fenêtre centrale, plus deux plus petites et une au premier étage. Entre les deux étages se trouve une corniche et la rambarde du toit est massive avec un médaillon central. Les cadres des ouvertures et de la plinthe sont peints en blanc.

### Bâtiment voyageurs
Sur le côté gauche, il y a un bâtiment d'un étage qui suit le même style et qui était destinée aux services publics. Son toit fait office de terrasse pour le principal bâtiment.

### Bâtiment marchandises
De l'autre côté de la route, le bâtiment marchandises est préservé, il est resté longtemps en état d’abandon et en très mauvais état. Il s'agit actuellement d'un entrepôt municipal.